# Томашово
Томашово (пол. Tomaszowo) — село в Польщі, у гміні Жагань Жаґанського повіту Любуського воєводства.
Населення — 1155 осіб (2011).
У 1975-1998 роках село належало до Зеленогурського воєводства.

## Демографія
Демографічна структура станом на 31 березня 2011 року:
|          | Загалом | Допрацездатний вік | Працездатний вік | Постпрацездатний вік |
| -------- | ------- | ------------------ | ---------------- | -------------------- |
| Чоловіки | 585     | 181                | 376              | 28                   |
| Жінки    | 570     | 150                | 375              | 45                   |
| Разом    | 1155    | 331                | 751              | 73                   |